# Love Song for a Vampire
«Love Song for a Vampire» —en español: «Canción de amor para un vampiro»— es una canción compuesta y grabada por la cantautora escocesa Annie Lennox. Fue grabada como el tema musical para la adaptación cinematográfica de 1992 de Drácula de Francis Ford Coppola. La canción es usada en los créditos finales de la película.

## Vídeo musical
El vídeo presenta a Annie Lennox como un vampiro con un vestido blanco en un oscuro y sombrío jardín. Aparte de varias tomas de ella cantando, el vídeo musical incorpora numerosas escenas de la película Drácula que van acompasadas con el ritmo de la música. La última toma es un fundido con un haz de luz alumbrando a Lennox en el oscuro jardín.

## Estreno
En el Reino Unido, la canción fue estrenada como un doble sencillo con la pista de Lennox «Little Bird» de su álbum Diva. Alcanzó el número tres en la UK Singles Chart a principios de 1993, mientras que en EE. UU., alcanzó el número 24 en la lista Billboard Modern Rock Tracks.
Reapareció en 1995 en el sencillo en CD de Reino Unido «A Whiter Shade of Pale», junto a las covers de Lennox de «Heaven» de The Psychedelic Furs y «(I'm Always Touched by Your) Presence, Dear» de Blondie.

## Formatos
Todas las pistas escritas por Annie Lennox excepto las señaladas.

### CD: Arista / (EE. UU.)
1. «Little Bird» (edición) – 4:32
2. «Love Song for a Vampire (De Drácula de Bram Stoker)» – 4:16
3. «Why» – 5:04 *
4. «The Gift» (Lennox/Buchanan, Bell, Moore) – 4:36 *
5. «You Have Placed a Chill in My Heart» (Lennox/Stewart) – 4:06 *

- Las tres pistas finales fueron grabadas en directo para MTV Unplugged en el Festival de Jazz de Montreux en Montreux, Suiza, el 3 de julio de 1992.

### CD: BMG / (Reino Unido)
1. «Little Bird» – 4:39
2. «Love Song for a Vampire (De Drácula de Bram Stoker)» – 4:17
3. «Little Bird» (versión de Utah Saints) – 6:35
4. «Little Bird» (versión de N'Joi) – 4:46

## Listas
| Lista (1993)                          | Posición |
| ------------------------------------- | -------- |
| Listas musicales de Australia         | 38       |
| French SNEP Singles Chart             | 10       |
| Irish Singles Chart                   | 3        |
| Lista de Sencillos Italiana           | 11       |
| Lista de Sencillos Suiza              | 34       |
| UK Singles Chart                      | 3        |
| U.S. Billboard Hot Modern Rock Tracks | 24       |

## Versiones
- El Discjockey alemán Pulsedriver versionó la canción en 2003 en su álbum Night Moves.
- La cantante israelí Noa Dori versionó la canción en 2003 en el álbum Café de l' art – Volumen 4 Cine de Notis Mavroudis y Panagiotis Margaris.
- Alea versionó la canción en el 2000 en el álbum La música de los dioses – Volumen 3.
- KnightsBridge versionó la canción en 2010 en su álbum Movie Hits of the 1990s — Vol. 3.
- Tombstones versionó la canción en 2001 en el álbum Wolfman Jack's Halloween Special: Rock 'N' Roll Party.
- The Countdown Singers versionaron la canción en 1995 en su álbum Movie Hits.